# Sassandra
Sassandra este o comună din regiunea Gbôkle, Coasta de Fildeș.

## Clima
| Date climatice pentru Sassandra (1961-1990) | Date climatice pentru Sassandra (1961-1990) | Date climatice pentru Sassandra (1961-1990) | Date climatice pentru Sassandra (1961-1990) | Date climatice pentru Sassandra (1961-1990) | Date climatice pentru Sassandra (1961-1990) | Date climatice pentru Sassandra (1961-1990) | Date climatice pentru Sassandra (1961-1990) | Date climatice pentru Sassandra (1961-1990) | Date climatice pentru Sassandra (1961-1990) | Date climatice pentru Sassandra (1961-1990) | Date climatice pentru Sassandra (1961-1990) | Date climatice pentru Sassandra (1961-1990) | Date climatice pentru Sassandra (1961-1990) |
| Luna                                        | Ian                                         | Feb                                         | Mar                                         | Apr                                         | Mai                                         | Iun                                         | Iul                                         | Aug                                         | Sep                                         | Oct                                         | Nov                                         | Dec                                         | Anual                                       |
| ------------------------------------------- | ------------------------------------------- | ------------------------------------------- | ------------------------------------------- | ------------------------------------------- | ------------------------------------------- | ------------------------------------------- | ------------------------------------------- | ------------------------------------------- | ------------------------------------------- | ------------------------------------------- | ------------------------------------------- | ------------------------------------------- | ------------------------------------------- |
| Maxima medie °C (°F)                        | 30.1 (86,2)                                 | 30.1 (86,2)                                 | 31.0 (87,8)                                 | 30.9 (87,6)                                 | 29.8 (85,6)                                 | 27.9 (82,2)                                 | 27.1 (80,8)                                 | 26.5 (79,7)                                 | 27.5 (81,5)                                 | 28.5 (83,3)                                 | 29.6 (85,3)                                 | 29.5 (85,1)                                 | 29,0 (84,2)                                 |
| Minima medie °C (°F)                        | 22.3 (72,1)                                 | 23.0 (73,4)                                 | 23.2 (73,8)                                 | 23.4 (74,1)                                 | 23.1 (73,6)                                 | 22.0 (71,6)                                 | 22.7 (72,9)                                 | 22.0 (71,6)                                 | 22.0 (71,6)                                 | 22.4 (72,3)                                 | 22.8 (73)                                   | 22.6 (72,7)                                 | 22,6 (72,7)                                 |
| Ploaie mm (inches)                          | 15.8 (0.622)                                | 35.7 (1.406)                                | 52.6 (2.071)                                | 96.9 (3.815)                                | 235.1 (9.256)                               | 529.1 (20.831)                              | 191.4 (7.535)                               | 32.1 (1.264)                                | 43.6 (1.717)                                | 84.5 (3.327)                                | 119.6 (4.709)                               | 72.8 (2.866)                                | 1.509,2 (59,417)                            |
| Ore însorite                                | 207.7                                       | 194.9                                       | 210.8                                       | 219.0                                       | 182.9                                       | 111.0                                       | 130.2                                       | 124.0                                       | 153.0                                       | 217.0                                       | 225.0                                       | 207.7                                       | 2.183,2                                     |
| Sursă: Hong Kong Observatory                |                                             |                                             |                                             |                                             |                                             |                                             |                                             |                                             |                                             |                                             |                                             |                                             |                                             |